# 3452 Hawke
A 3452 Hawke (ideiglenes jelöléssel 1980 OA) a Naprendszer kisbolygóövében található aszteroida. Edward L. G. Bowell fedezte fel 1980. július 17-én.